# 新太田町駅
新太田町駅（しんおおたまちえき）は、神奈川県横浜市神奈川区にかつて存在した、東京急行電鉄東横線の駅である。1946年（昭和21年）に廃止された。

## 概要
現在の東白楽駅と反町駅の間に存在した。1926年（大正15年）、路線の開業と同時に開設される。1945年（昭和20年）、5月29日の横浜大空襲で被災したため6月1日より休止とされ、翌年5月31日に廃止された。1949年（昭和24年）には、近隣（現在の反町公園）で日本貿易博覧会が開催されたため、臨時駅である「博覧会場前駅」として一時復活した。
廃止後も長く高架橋に遺構が残っていたが、2004年（平成16年）に東横線の地下化工事が行なわれた際、高架橋が撤去され、消滅した。現在、付近は東横フラワー緑道の一部となっており、かつて高架下に残っていたのりば案内表示を模した記念碑が建てられ、駅があったことを示している。

## 駅構造
相対式ホーム2面2線の高架駅で、駅舎は上り線側に存在した。

## 歴史
- 1926年（大正15年）2月14日：開設[1]。
- 1945年（昭和20年）6月1日：休止[1]。
- 1946年（昭和21年）5月31日：廃止[1]。
- 1949年（昭和24年）
  - 3月15日：「博覧会場前駅」として復活[1]。
  - 6月15日：博覧会場前駅廃止[1]。

## 隣の駅
東京急行電鉄
東横線
東白楽駅 - 新太田町駅 - 反町駅